# Василий I (епископ Рязанский)
Василий Рязанский (умер в 1294 или 1295 году или между 1356 и 1360 годами) — епископ Русской церкви, епископ Рязанский и Муромский. Почитается Русской церковью как святой в лике святителей.

## Жизнеописание
По преданию, принял постриг в Муроме, затем был хиротонисан во епископа Муромского. Упомянут в Лаврентьевской летописи.

По запустении града Мурома от неверных людей прибыл из Киева в Муром благоверный князь Георгий Ярославич. Сей князь обновил тамошнюю церковь Благовещения и второй храм св. страстотерпцев Бориса и Глеба и поставил в церкви их, по-прежнему, епископа, именем Василия, мужа праведна и благочестива.
— Житие святителя Василия
Созданная в середине XVI веке «Повесть о епископе Василии» рассказывает, что он совершил чудо, будучи епископом Муромским. Толпа, по проискам бесовским, обвинила Василия в постыдном поведении («О, епископе, недостойно тебе имети дев в храмине своей на ложе») и положила изгнать его из Мурома, а некоторые хотели даже убить. Епископ Василий, после молитвы, вышел к Оке, распростёр по воде епископскую мантию, встал на неё с образом Богородицы в руках, и так за шесть часов был перенесён против течения до Старой Рязани. Священники, князь с боярами и народом вышли на берег Оки встречать святителя, а затем с радостью приняли к себе. Кафедра была перенесена из Мурома в Старую Рязань.
После разрушения Старой Рязани татарами, святитель Василий переселился в Переяславль Рязанский, т.е. в современную Рязань. По преданию, святитель Василий и сюда приплыл по Оке и Трубежу на своей мантии с тем же Муромским образом Божией Матери к церкви Бориса и Глеба. Здесь он основал новую епископию.
Служение святителя Василия продолжалось только десять лет. 3 июля 1295 года (по другим сведениям, между 1356 и 1360 годом) он скончался. Его тело было погребено в Борисо-Глебском соборе.

## Почитание и прославление
Предание о святителе Василии сбивчиво и анахронично. С именем Василий известно два Рязанских епископа (один — конца XIII века, другой — середины XIV века) — соответственно 2-й и 4-й в общем списке Рязанских архиереев. Более вероятным считается, что святитель Василий жил в первой половине — середине XIV века.
Время установления почитания святителя Василия точно неизвестно. Он не был канонизирован в числе муромских святых на Соборах 1547 и 1553 годов, но его местное почитание скорее всего явилось следствием соборного прославления Муромских чудотворцев.
В 1568 году в результате изменения местоположения Борисо-Глебского храма, расположенное внутри него захоронение святителя Василия оказалось снаружи. 10 июня 1609 году архиепископ Рязанский и Муромский Феодорит обрёл мощи святителя и перенёс их в защищенное от врагов место — Успенский (ныне — Христорождественский) собор Рязани. Мощи были положены под спудом на левом клиросе. С того времени имя святителя Василия «поминается во всех церквах Рязанской епархии». На этот день было установлено местное празднование памяти святителя Василия Рязанского.
В 30-е годы XVII века над мощами святителя Василия в Успенском соборе была устроена каменная гробница и над нею поставлена икона «Моление Василия», на которой изображён святитель Василий, плывущим по реке на распростертой по воде мантии, с иконой Богородицы в правой и с посохом в левой руке. В 1712 году при митрополите Стефане Яворском над местом первоначального погребения святителя Василия, у Борисоглебской церкви, была устроена каменная часовня. В 1753 году гробница над мощами в Успенском соборе была переделана в раку с образом святителя Василия.
Указом 1814 года Святейший синод Русской православной церкви разрешил праздновать память святителя Василия 21 мая, вместе с Муромскими чудотворцами. Указом Святейшего синода 1881 года утверждены дни празднования его памяти: 3 июля — в день блаженной кончины (преставление) и 10 июня — в день перенесения его мощей.
В настоящее время мощи святителя Василия находятся в Христорождественском соборе Рязани.